# Nedotknutelné číslo
Nedotknutelné číslo je takové přirozené číslo, které nelze vyjádřit jako součet všech vlastních dělitelů jakéhokoliv přirozeného čísla (včetně čísla samotného).
Například číslo 4 není nedotknutelné, neboť se rovná součtu vlastních dělitelů čísla 9 (1 + 3 = 4). Číslo 5 je nedotknutelné, protože není součtem vlastních dělitelů žádného přirozeného čísla, jako součet přirozených čísel obsahujících i číslo 1 jej lze zapsat jediným způsobem (5 = 1 + 4), ovšem pokud je číslo dělitelné čtyřmi, je také dělitelné dvěma, takže 1+4 nemůže být součet vlastních dělitelů žádného čísla.
Několik prvních nedotknutelných čísel je zde:
2, 5, 52, 88, 96, 120, 124, 146, 162, 188, 206, 210, 216, 238, 246, 248, 262, 268, 276, 288, 290, 292, 304, 306, 322, 324, 326, 336, 342, 372, 406, 408, 426, 430, 448, 472, 474, 498... Posloupnost A005114 v databázi On-Line Encyclopedia of Integer Sequences
Nedotknutelných čísel existuje nekonečně mnoho, což dokázal Pál Erdős, ovšem není známo, zda existují jiná lichá nedotknutelná čísla než 5. Kromě čísel 2 a 5 také žádná další nejsou prvočísly.